# Argostemma pauciflorum
Argostemma pauciflorum är en måreväxtart som beskrevs av Carl Ludwig von Blume och Dc.. Argostemma pauciflorum ingår i släktet Argostemma och familjen måreväxter.
Artens utbredningsområde är Java. Inga underarter finns listade i Catalogue of Life.